# Rodez
Rodez (occitanska: Rodés) är en kommun i departementet Aveyron i regionen Occitanien i södra Frankrike. Kommunen är chef-lieu för kantonerna Rodez-Ouest, Rodez-Est och Rodez-Nord och är chef-lieu  för arrondissementet Rodez. År 2022 hade Rodez 24 136 invånare.

## Befolkningsutveckling
Antalet invånare i kommunen Rodez
Referens: INSEE

## Bilder

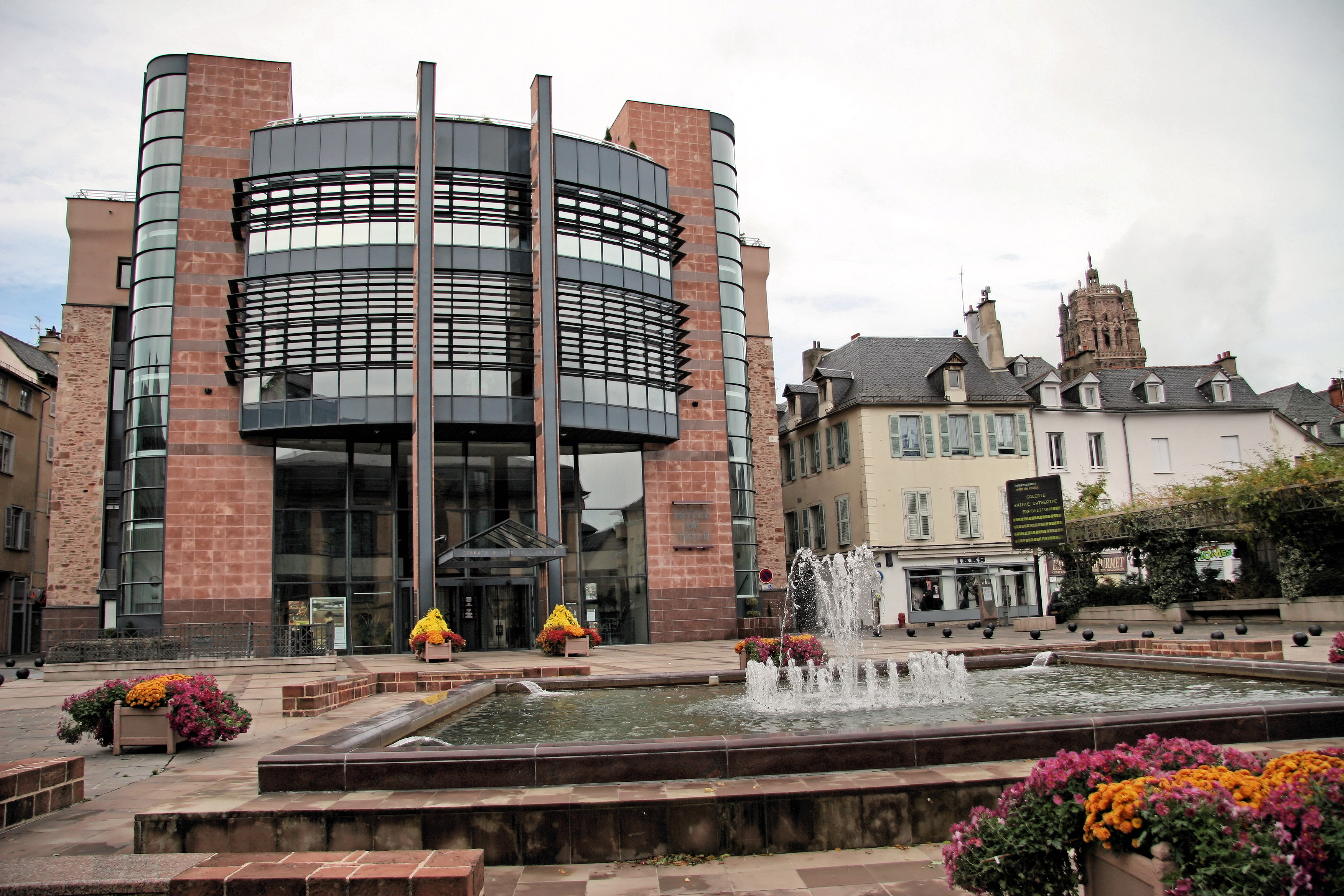
Rådhuset.
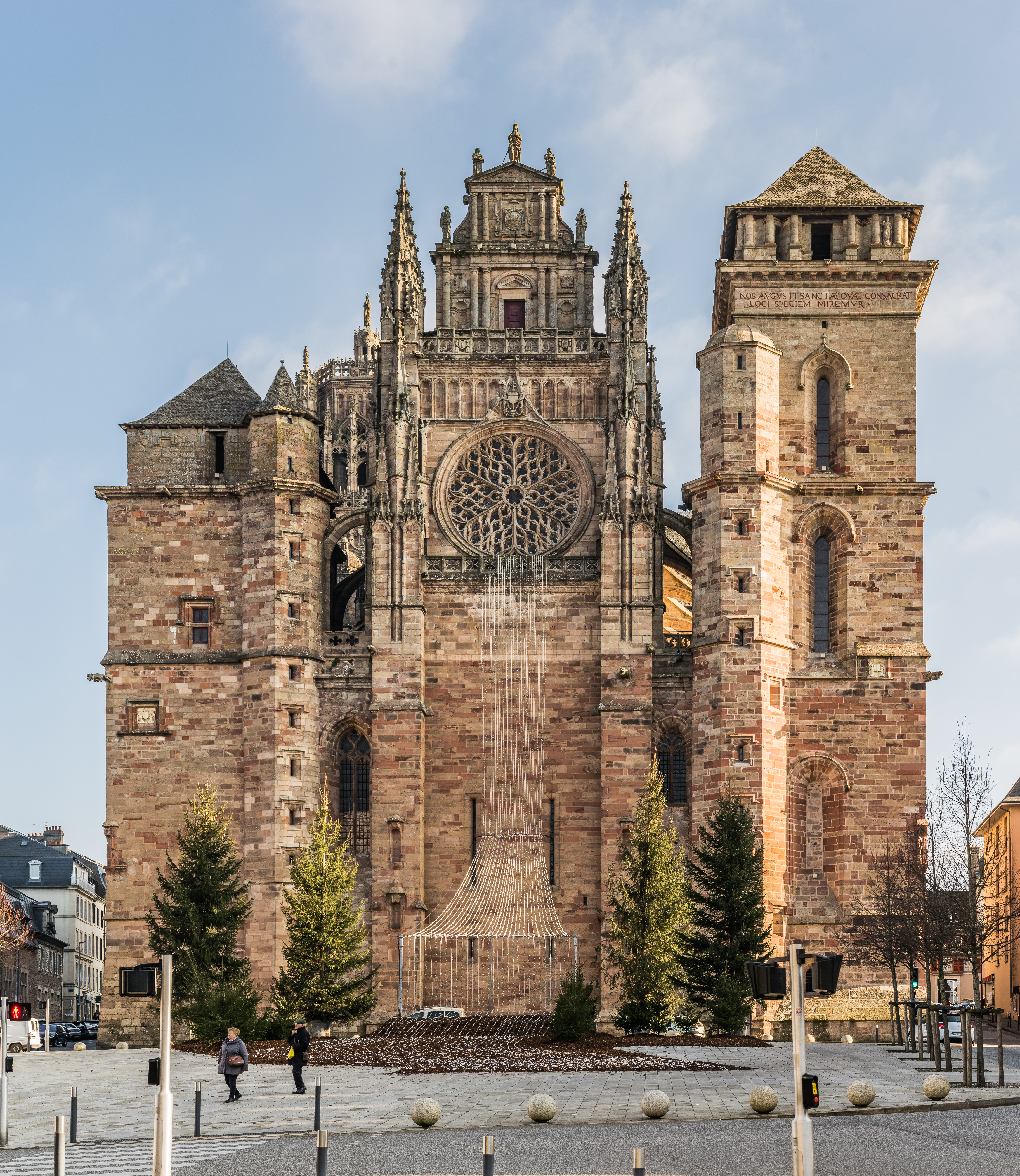
Katedralen.